# Parcel·la de fluid
En dinàmica de fluids, una parcel·la de fluid, també coneguda com a element fluid o element material, és un volum infinitesimal de fluid, identificable al llarg de la seva història dinàmica mentre es mou amb el flux de fluid. A mesura que es mou, la massa d'una parcel·la de fluid es manté constant, mentre que, en un flux compressible, el seu volum pot canviar, i la seva forma canvia a causa de la distorsió del flux. En un flux incompressible, el volum de la parcel·la de fluid també és constant (flux isocòric).
Superfícies de materials i línies de materials són les nocions corresponents per a superfícies i línies, respectivament.
El concepte matemàtic d'una parcel·la de fluid està estretament relacionat amb la descripció del moviment del fluid (la seva cinemàtica i dinàmica) en un marc de referència lagrangià. En aquest marc de referència, les parcel·les de fluid s'etiqueten i se segueixen a través de l'espai i el temps. Però també en el marc de referència eulerià la noció de parcel·les de fluid pot ser avantatjosa, per exemple en la definició de la derivada material, les línies de corrent, les ratlles i les línies de recorregut; o per determinar la deriva de Stokes.
Les parcel·les de fluid, tal com s'utilitzen en la mecànica de medis continus, s'han de distingir de les partícules microscòpiques (molècules i àtoms) en física. Les parcel·les de fluid descriuen la velocitat mitjana i altres propietats de les partícules de fluid, promediades en una escala de longitud que és gran en comparació amb el recorregut lliure mitjà, però petita en comparació amb les escales de longitud típiques del flux específic considerat. Això requereix que el nombre de Knudsen sigui petit, com també és un requisit previ perquè la hipòtesi del continu sigui vàlida. A més, s'ha de tenir en compte que, a diferència del concepte matemàtic d'una parcel·la de fluid que es pot identificar de manera única, així com distingir-se exclusivament de les seves parcel·les veïnes directes, en un fluid real, aquesta parcel·la no constaria sempre de les mateixes partícules. La difusió molecular evolucionarà lentament les propietats de la parcel·la.